# Liyabé Kpatoumbi
Liyabé Kpatoumbi (Lomé, 25 de maio de 1986) é um futebolista profissional togolês que atua como atacante.

## Carreira
Liyabé Kpatoumbi integrou a Seleção Togolesa de Futebol desistente no Campeonato Africano das Nações de 2010.